# (5551) Glikson
(5551) Glikson (1982 BJ) – planetoida z pasa głównego asteroid okrążająca Słońce w ciągu 3,53 lat w średniej odległości 2,32 j.a. Odkryta 24 stycznia 1982 roku.